# San Pedro de la Paz

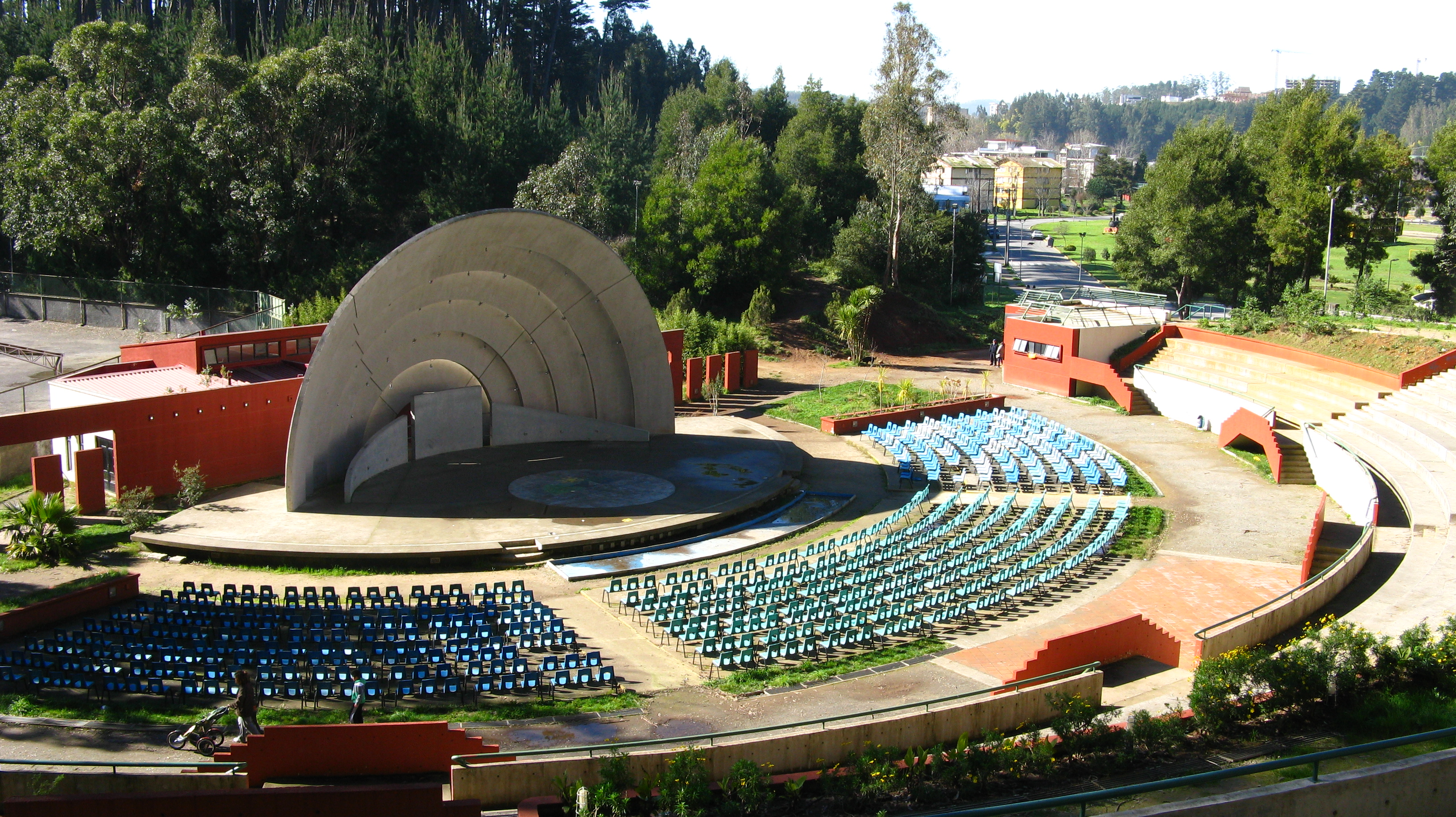

San Pedro de la Paz (pronuncia-se: [sam'pe.ðro.ðe.la'pas] em espanhol da América) é uma comuna da província de Concepción, localizada na Região de Biobío, Chile. 
Possui uma área de 112,5 km² e uma população de 121.650 habitantes (2012).
A comuna limita-se: a sul com Coronel; a leste com Chiguayante e Concepción; a norte com Hualpén; a oeste com o Oceano Pacífico.
San Pedro de la Paz faz parte da Grande Concepción, a região metropolitana da Concepción província.

## Etimologia
San Pedro de la Paz (ou 'San Pedro de la Paz', 'Sam Pedrô de la Paz', com ortografia portuguesa) são vozes do espanhol, que significam: São Pedro da paz.

## Transporte

### Biotrem

Símbolo de Biotrém

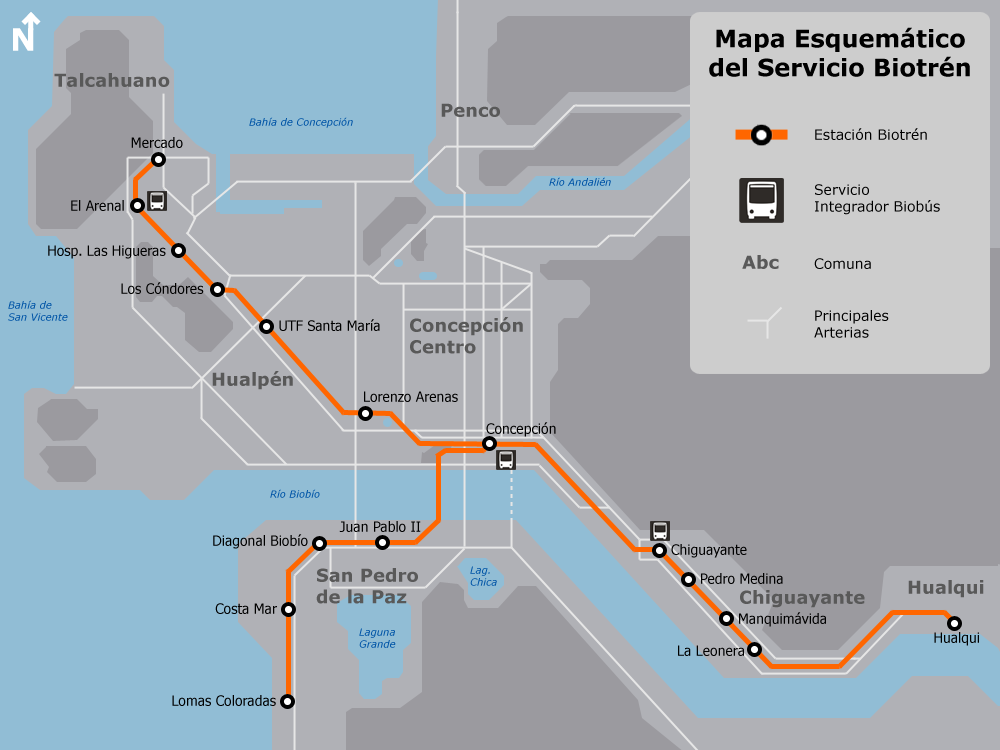
Mapa do Biotrém

Esta comuna tem quatro bio-estações.